# دينيسي ولدريدغ
دينيسي ولدريدغ (بالإنجليزية: Dean Wooldridge)‏ هو مهندس ومخترِع أمريكي، ولد في 30 مايو 1913 في تشيكاشا في الولايات المتحدة، وتوفي في 20 سبتمبر 2006 بسبب ذات الرئة.

## وصلات خارجية
- دينيسي ولدريدغ على موقع الموسوعة البريطانية (الإنجليزية)